# Piazza della Libertà (Roma)
Piazza della Libertà è una piazza del rione Prati di Roma compresa tra via Cola di Rienzo, il lungotevere e ponte Regina Margherita.
È nota per essere considerata il luogo in cui venne fondata la Polisportiva S.S. Lazio.

## Storia
La piazza fu intitolata nel 1885 nell'ambito della realizzazione del nuovo quartiere Prati di Castello, sul luogo dell'ex piazza d'armi, venendo realizzata presumibilmente tra la fine del XIX e l'inizio del XX secolo.
Nel 1906 la piazza divenne il primo capolinea della tranvia Roma-Civita Castellana, progettata da Ettore Angelelli; tale capolinea sarà spostato solo nel 1932 con la trasformazione della tranvia nella ferrovia Roma-Civita Castellana-Viterbo, prolungata su progetto di Ernesto Besenzanica a piazzale Flaminio.
Nella piazza il 29 maggio 1944 si svolse un conflitto a fuoco in cui morirono i Carabinieri del Fronte clandestino di resistenza Enrico Zuddas e Salvatore Meloni, che insieme ad Antonio Piras erano intenti a scortare il generale di brigata del genio Angelo Odone, capo di stato maggiore del Fronte della resistenza.

Nel 1962 l'amministrazione comunale di Roma decide di traslare nella piazza il monumento a Pietro Cossa, conservato presso il deposito dei marmi del forte Ardeatina ed originariamente sito in largo Arenula.

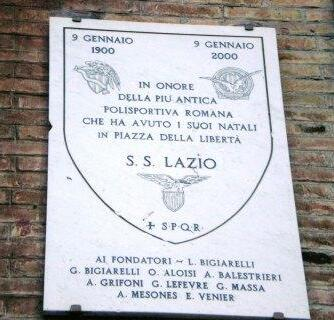
La targa affissa in piazza della Libertà dove “nacque” la Società Podistica Lazio tre anni prima che questa venne denominata “piazza della libertà”

## Descrizione
La piazza ha una forma rettangolare ed è compresa tra il tridente composto da via Cola di Rienzo, via dei Gracchi e via Valadier, a cui si aggiungono via Virginio Orsini e via Federico Cesi, e il ponte Regina Margherita, venendo collegata attraverso due rampe al sottostante lungotevere (lungotevere Michelangelo e lungotevere dei Mellini). Al centro della piazza, che è in parte carrabile, sono presenti due aree verdi dedicate rispettivamente a Ettore Troilo (a cui è stata intitolata nel 2015 la porzione compresa tra via Cola di Rienzo e via dei Gracchi) e Luigi Bigiarelli (a cui è stata dedicata nel 2022 la porzione compresa tra via Cola di Rienzo e via Federico Cesi).

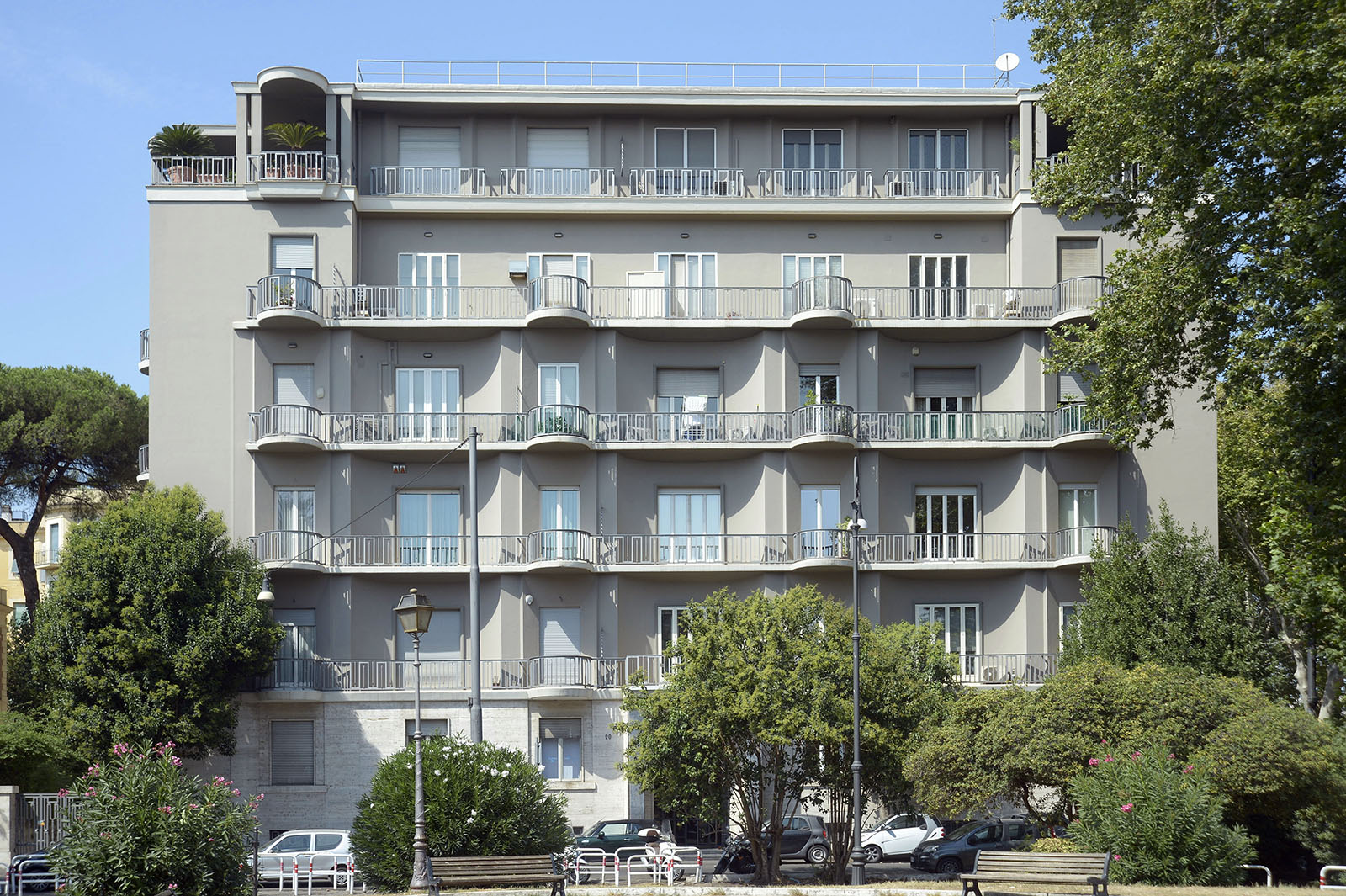
Casa de' Salvi

All'interno del giardino Ettore Troilo è presente un Monumento ai caduti delle Forze dell'ordine, realizzato da Giorgio Bisanti ed inaugurato il 21 novembre 2014, presso cui si svolge annualmente una cerimonia di commemorazione del caduti delle forze dell'ordine e del soccorso.
All'interno del giardino Luigi Bigiarelli è sito il monumento a Pietro Cossa oltre che una piccola struttura a forma di parallelepipedo che ospita una sede della Fondazione S.P. Lazio 1900 che manterrà questa denominazione fino al 1926, quando cambierà la denominazione sociale in S.S. Lazio.
La piazza è circondata da palazzine in stile eclettico tra le quali risalta la Casa de' Salvi, progettata dall'architetto Pietro Aschieri.